# 东蒙古人民自治政府
东蒙古人民自治政府是1946年间短暂存在于内蒙古东部地区的地方自治政权。

## 沿革

### 成立背景
1945年8月，日軍在蘇日戰爭中戰敗，滿洲國政權覆滅。1945年8月18日，蒙古族革命者、青年知识分子、原滿洲國興安總省的幹部以及起义的興安軍干部，在王爺廟（今烏蘭浩特市）召开会议，恢复内蒙古人民革命党，设立东蒙党部，通过了《内蒙古人民革命党党纲》和《党章》；達成善後協議，成立內蒙古人民解放委員會，发表《内蒙古人民解放宣言》，宣言主张“内蒙古与蒙古人民共和国合并”；推舉满洲国興安總省省長博彥滿都擔任代表。哈丰阿、特木尔巴根积极同苏军交涉，先后从王爷庙、齐齐哈尔、沈阳等日满战俘营释放了大批蒙古族军官和学生。
1945年10月，博彦满都、哈丰阿等12人（一说是6人）组成东蒙古人民代表团，攜帶併入的請願書，訪問蒙古首都乌兰巴托，请求“内外蒙合并”。但根據以雅爾達會議的內容為基礎，在8月締結的中蘇友好同盟條約中，為換取國民政府對蒙古獨立的承認，蘇聯不關心中國國內的獨立問題，因此作為蘇聯衛星國的蒙古政府拒絕了這個提議。呼伦贝尔自治政府派出了善吉密图普、功果尔扎布组成的7人代表团，赴外蒙古请求呼伦贝尔与外蒙古合并，也遭到了乔巴山的拒绝。
1945年11月，科左东三旗联合办事处主任乌力图等组成东蒙古代表团赴沈阳参加“东北人民代表大会”，向中共中央东北局、奉天省政府呈《内蒙古人民解放宣言》，希望他们支持“内外蒙合并”，但中共中央东北局组织部长林枫接见时称，内外蒙古不能合并，内蒙古人民应当在维护祖国统一的前提之下争取蒙古民族解放，并建议他们联系正在内蒙古西部领导自治运动的云泽（乌兰夫）等人，双方共同推进自治运动。此后，内蒙古人民解放委员会决定首先推进东蒙古自治运动，随后统一内蒙古，进而使内蒙古独立。乌力图在“东北人民代表大会”上发言表示接受共产党的领导，跟共产党走，为劳苦大众服务，为蒙古民族的解放事业奋斗到底。
1945年12月9日，在王爷庙召开了东蒙古人民代表会议预备会，筹备建立东蒙古人民自治政府。同时，包玉琨奉派赴张家口同内蒙古自治运动联合会取得联系。

### 成立经过
在無法實現與蒙古合併的狀況下，1946年1月16日，东蒙36个旗的代表参加的東蒙古人民代表大會在葛根廟召開；中共代表胡秉权应邀出席。会议制定并通过了《东蒙古人民自治政府施政纲领》、《东蒙古人民自治法》等。該大會閉幕日也就是1月19日，發表《東蒙古人民自治政府成立宣言》，推舉博彥滿都為政府主席，玛尼巴达拉为政府副主席，哈丰阿为政府秘书长。政府委员15人，政府小呼拉尔由45人组成，并任命了各部部长、各处处长。东蒙古人民自治政府下设经济部、内防部、司法部、民政部、参事处、秘书处、宣传处。該政府以內蒙古東部高度民族自治為目標，同時將興安軍改編為東蒙古人民自治軍。
西满解放区与东蒙的部分地区，不协调与磨擦误会之事时有发生。如辽西省委蒙古工作团进入科左后旗后，一些人以蒙古地区社会情况特殊为由，拒绝辽西省委蒙古工作团在科左后旗开展工作。1946年1月，西满军区邀请东蒙古人民自治政府内防部长阿思根到西满分局、军区驻地郑家屯谈判。1月25日东北民主联军西满军区司令员吕正操、西满分局书记兼军区政委李富春、军区政治部主任张平化与东蒙古人民自卫军司令员阿思根、兴安南省行政公署主席乌力图，在郑家屯就西满与东蒙军政等方面的工作相互配合的问题进行了协商，以西满军区司令吕正操、阿思根名义签署了《关于处理双边关系暂行办法》（《吕阿协定》）。主要内容是：
1. 关于政治方面：在东蒙各地原设县者仍保留县治，由汉人负责，归西满政府领导，县治下设蒙人自治科；原设旗治者，仍保留旗，由蒙人负责归东蒙政府领导，旗以下设汉人自治科。
2. 关于军事方面：西满军区驻东蒙各地军队原则上不驻于蒙人居住区．因军事需要进驻蒙人居住区时，军队需要亦不由蒙人负担，汉人居住区不在此例。
3. 作战时，双方配合共同作战。关于土匪反动武装则不论其在蒙区域或汉区，一经察觉，双方均有就近联合剿匪之任务。

1946年2月，東蒙古人民自治政府正副主席博彥滿都、玛尼巴达拉等社会上层人物，看到内外蒙古合并已无可能，把蒙古民族运动的目标改为在中华民国内争取区域高度自治，组成玛尼巴达拉、桑杰扎布等7人的代表团经长春赴北平向国民党北平行营请求许可东蒙自治，遭到拒绝与冷遇，并不许其赴重庆觐见蒋介石。玛尼巴达拉从北平带回了秘密电台和军统特务到王爷庙开战地下工作。
1946年2月末，为落实《吕阿协定》之内容，西满分局蒙古工作委员会（对外称蒙古族联谊工商部）部长方知达代表西满军区又与阿思根在巴彦塔拉商谈，并签署了第二次协定。主要内容为：
1. 东蒙自治军归西满军区领导和指挥，欢迎西满军区派政工人员在东蒙部队中担任政委、指导员职务；
2. 西满军区应保障东蒙自治军的武器弹药和其它物品的给养。

不久，阿思根又根据战争形势的发展，主动向西满分局和西满军区提出建议，将哲盟地区党政军各项工作委托辽西省委和辽西军区管理，中共派干部到东蒙古人民自治军骑兵第二师（哲盟的武装部队）工作；1946年4月阿思根邀请赵石担任骑兵二师政委，用中共的办法改造骑兵二师。方知达同意了阿思根的建议，决定哲里木盟的自治安全由西满军区负责，财政上的困难也由西满分局帮助解决。从此，哲里木盟的工作接受了西满分局的指导和帮助，与东蒙古自治政府达成了一致意见。
《吕阿协定》签订之后，东蒙古地区的工作开始了新的局面。西满军区通令所属部队，对东蒙人民的自治运动给予支持和帮助，允许阿思根在科左后旗、科左前旗、奈曼旗、库伦旗组建蒙古武装，并为阿思根等出具有到通辽、开鲁、赤峰、林东、林西、经棚等地视察的证明信。乌力图以兴安南省行政公署主席兼兴安南省警备司令员的名义向所属各旗发出训令，要求贯彻“暂行办法”（即“吕阿协定”），处理好双边关系。科左中旗政府也向所属各努图克（行政区）通知了“暂行办法”的内容。《吕阿协定》对于中共与东北民主联军进入东蒙开辟工作，扩大党的影响，建党建政建军，起到了积极的促进作用。应洮南和白城子的东北民主联军嫩南军区邀请，东蒙古人民自治军骑兵第一师出兵解放了洮南，解除了对白城子的围困，攻克了突泉县城，恢复了突泉县民主政府，击退了扎赉特旗的“光复军”，平定了索伦、巴拉格歹的暴乱，在舍伯吐三次击退了国军第71军的进攻。东蒙古人民自治政府还委任张策担任了内防部部长（主管部队、公安工作）。
1946年2月，东蒙自治政府组织了请愿团。2月11日，以东蒙古人民自治政府副主席玛尼巴达拉（玛鸣周、马明洲）为团长，桑杰扎布（1907.4-1979.4，日满时期任扎兰屯师导学校校长）为副团长一行7人于由王爷庙出发经长春抵达北平试图前往重庆向国民政府请愿。在2月15日召开的蒙古王公茶话会上，于笃代表在北平蒙古人请愿四事，其中包括“统一的内蒙高度自治”。2月22日，东北行营主任熊式辉接见代表团，代表团“要求中央允许统一的蒙古高度自治”，但遭到拒绝。北平的学生也为此搞了示威游行反对出现第二个外蒙古。玛尼巴达拉在北平会见了美国战略情报局的官员，回答了关于东蒙自治运动组织、背景、史实的一系列提问；并会晤了戴笠，同意配合军统直属蒙古组组织梁芝祥的工作，随行带回了特务电台与两名助手。东蒙自治政府请愿团，回程由北平到长春。这时，长春已经解放，东北民主联军后勤负责人兼西满分局书记李富春热情接待了东蒙自治政府请愿团，并问东蒙古需要什么物资，可以调拨一些。请愿团考虑到东蒙古以畜牧业为主，打算要一部分制革机，李富春同意了。
东蒙古人民自治政府成立后，将原有各盟改为各省。1946年3月，在大兴安岭以东，即原满洲国兴安东省辖区（除去喜扎嘎尔旗部分辖区外），成立了纳文慕仁省，省政府设在扎兰屯。东蒙古人民自治政府所辖各省区为兴安省、哲里木省、昭乌达省、卓索图省、呼伦贝尔省、纳文慕仁省。

### 解散
東蒙古自治政府繼承滿洲國時代的行政機關，實效支配強，自治政府要求承認高度民族自治，不顧國民黨在東北問題相關的協議，依然企圖達成內外蒙古的統一，對此國民政府向蘇聯及蒙古提出抗議。國共內戰中，在蘇聯的斡旋下，中國共產黨進入內蒙古東部，派出烏蘭夫同自治政府開始交涉，對自治政府中有權勢者進行加入中共的思想工作。
1945年11月26日，在晋察冀中央局领导下的内蒙古自治运动联合会在张家口成立。此后，为推动内蒙古统一自治，经过中共晋察冀中央局同意，1946年3月内蒙古自治运动联合会派出了以联合会秘书长刘春为团长的东蒙古工作团，与1945年12月东蒙古派到张家口的代表包玉昆一同到王爷庙同东蒙古人民自治政府协商内蒙古统一自治事宜。
1946年3月30日至4月2日，在承德召开了内蒙古自治运动统一会议预备会议，内蒙古自治运动联合会和东蒙古人民自治政府双方各派出7位代表与会。会议就统一自治运动达成共识，并在行政、机构、人事以及同各解放区的关系等方面也达成基本一致。4月3日，内蒙古自治运动统一会议（即四三会议）在承德举行。会议通过了《内蒙古自治运动统一会议主要决议》称，
……内蒙古民族运动的方针是平等自治，不是独立自治，并且只有在中国共产党领导帮助下才能得到解放。在目前的形势下，内蒙古自治运动联合会为内蒙古自治区运动统一领导机关，东西各盟旗均组织其分会、支会，实现其纲领。……联合会统一领导内蒙古军队武装。
会议决定“东蒙古人民自治政府成立时曾申明内蒙古自治运动有统一机构后即撤废，现东西蒙已统一于联合会，决定东蒙古代表回去就召开代表会议，施行解散，今后在东蒙古设联合会总分会领导工作。”此次会议决定解散东蒙古人民自治政府，成立内蒙古自治运动联合会东蒙古总分会和西蒙古总分会，分别领导内蒙古东部和西部的自治运动。同时还决定在蒙汉杂居区实行“蒙汉分治”，盟管旗，专署管县，“蒙人优势区”或者“深入蒙人区之汉人区”实行民主自治，接受各盟民主政府领导，盟、旗政府依照具体情况应当设有汉族委员；民国20年（1931年）九一八事变前没有设县的地方不再设县；废除设治局，而且废除之后不改设为县。
1946年5月26日，在王爷庙召开了东蒙古人民代表临时大会。5月27日，大会发表《东蒙古人民代表临时大会宣言》称，为了全内蒙古自治运动的统一，执行四三会议决议，取消东蒙古人民自治政府，成立内蒙古自治运动联合会东蒙古总分会。

### 内蒙古自治运动联合会东蒙古总分会与兴安省政府
东蒙古的自治运动，在内蒙古自治运动联合会东蒙古总分会与兴安省政府继续领导下，直至1947年“五一大会”才完成由中国共产党与内蒙古自治运动联合会领导。
内蒙古自治运动联合会东蒙古总分会：
- 主任哈丰阿
- 秘书长胡昭衡
- 秘书处：生产、庶务、印刷、文书、会计
- 组织部：干部干事、组织干事、统计干事
- 宣传部
  - 《群众报》报社：1946年7月1日在王爷庙创刊。蒙文汉文两种文字出版。至终刊共发行59期。后迁往海拉尔以《呼伦贝尔报》发行。
  - 宣传科 科长玛尼扎布
  - 教育科
  - 艺术学校
- 军事部
- 青年部：内蒙古人民革命青年团在四三协定后，宣布接受中共领导，由胡昭衡协助修订了《团章》。报纸《黎明报》改为《群众报》
- 妇女部：妇女协会
- 哲里木盟分会 主任 李鸿范（协儒布僧格） 副主任赵石
- 兴安盟分会 主任乌云达赉 副主任特步信
- 纳文慕仁盟分会 主任志达图
- 呼伦贝尔文化促进会 主任哈达
- 东蒙古总分会呼纳办事处：1946年6月下旬，国军第71军攻占通辽和郑家屯后，继续向保康进攻。王爷庙已临近前线。为了保存政治实力，中共西满分局决定将兴安省政府从王爷庙迁移到海拉尔一部分，另一部分到阿尔山开辟工作，准备打游击战。1946年6月下旬，特木尔巴根、方知达带领兴安省政府部分成员乘一趟专列由王爷庙直达海拉尔，有一个警卫连随车作保卫工作。[5] 呼伦贝尔很多人对全国的东北形势认识模糊，中共的力量极端薄弱；一些人称兴安省政府的人为“哈尔沁八路”。在特木尔巴根和方知达的支持下，1946年10月10日蒙文版的《呼伦贝尔报》创刊。[5]这张报纸既是呼伦贝尔第一张党报，也是全国第一张蒙文党报。报纸创刊时是不定期刊，后来变为4日刊。玛尼扎布任总编辑、出版社主任，道尔吉宁布、根敦扎布任编辑，那顺乌热尔图任编辑兼管总务，杨•布特格其任印刷车间主任，锐锋任副主任。创刊时，属于不定期刊，印数为500到700份，最高达1000份，免费发放。1948年末，由于内蒙古自治政府在乌兰浩特出版了蒙文报，决定《呼伦贝尔报》停刊。

西满分局与东蒙总分会之间没有从属关系或领导被领导关系。西满分局与东蒙总分会在实际工作中有矛盾的地方，采取谈判协商方式解决。如1946年10月15日，西满分局书记李富春与东蒙古的博彦满都签署《蒙古问题谈判纪要》，在政治经济军事交通四方面达成统一。1946年，西满分局与东蒙总分会签订《关于旧省外四旗及县内蒙古资质的协定》。
1946年5月23日，国军第71军占领郑家屯，开始向科左后旗、科左中旗渗透。为配合第一次进攻临江作战，1946年10月22日第71军攻占通辽，10月29日占领开鲁，11月9日占领舍伯吐。哲里木盟沦陷为国统区。
1946年9月，东蒙总分会呼纳办事处主任、兴安省政府主席特木尔巴根指示兴安省公安机关在海拉尔逮捕了玛尼巴达拉（玛鸣周、马明洲），随即押往齐齐哈尔（西满分局驻地）受审。1946年10月6日，兴安省政府召开了临时参议会常驻会与省府委员联席会，取消玛尼巴达拉的参议员和省府委员的职务。1946年10月11日，东蒙总分会召开第四次常务委员会，决定请内蒙古自治运动联合会总会开除玛尼巴达拉的会籍，撤销其职务。

## 主要官员
东蒙古人民自治政府的主要官员如下：
- 东蒙古人民自治政府主席：博彦满都（1946年1月19日选任）
- 东蒙古人民自治政府副主席：玛尼巴达喇（1946年1月19日选任）[11]
- 东蒙古人民自治政府秘书长：哈丰阿（1946年1月19日选任）
- 内防部部长：阿思根（1946年1月19日选任）
- 民政部部长：达瓦敖斯尔（1946年1月19日任）
- 经济部部长：特木尔巴根（1946年1月19日任）
- 司法部部长：张铁铮（1946年1月19日任）
- 秘书处处长：？
- 参事处处长：那木海扎布（1946年1月19日任）
- 宣传处处长：桑杰扎布（1946年1月19日任）
- 兴安省省长：乌云达赉（1946年1月任）
  - 兴安省副省长：哈萨巴特尔（1946年1月任）
- 哲里木省主席：乌力图（1946年4月－6月）
  - 哲里木省秘书长：梁一鸣（1946年4月－6月）
- 昭乌达省省长：？
  - 昭乌达省副省长：？
- 卓索图省省长：？
  - 卓索图省副省长：？
- 呼伦贝尔省主席：额尔钦巴图
  - 呼伦贝尔省副主席：善吉密图普
- 纳文慕仁省省长：额尔登（金耀洲）（1946年3月任）
  - 纳文慕仁省副省长：夏辅仁（1946年3月任）